# Veronica turrilliana
Veronica turrilliana är en grobladsväxtart som beskrevs av Nikolai Andreev Stojanov och Stefanov. Veronica turrilliana ingår i släktet veronikor, och familjen grobladsväxter. Inga underarter finns listade i Catalogue of Life.